# Mgławica Guma
Mgławica Guma (Gum 12) – jedna z największych mgławic dyfuzyjnych, rozciągająca się na obszarze gwiazdozbiorów Żagla i Rufy, w samym centrum historycznej konstelacji Okrętu Argo. Jest ona pozostałością po dawnej supernowej, która eksplodowała od 0,9 do 2,6 mln lat temu.
Mgławicę tę jonizują jasne, widoczne gołym okiem gwiazdy Naos (ζ Puppis) i Regor (γ2 Velorum). Obie znajdują się w odległości ok. 1100 lat świetlnych od Słońca, pierwsza z nich w pobliżu bliższego Słońcu skraju mgławicy, a druga bliżej środka Gum 12. W południowo-wschodniej części mgławicy zawiera się znacznie młodsza i lepiej widoczna pozostałość po supernowej Żagla, w której tle znajduje się inna pozostałość po supernowej, Puppis A, położona daleko za mgławicą Guma.
Mgławica Guma to jedna z największych mgławic znanych w Drodze Mlecznej. Jej badanie dostarcza wiadomości o ekspansji bąbli materii, tworzonych przez wybuchy supernowych w środowisku galaktycznych ramion spiralnych oraz oddziaływania między nimi a sąsiednimi obłokami molekularnymi; na krawędziach mgławicy zaobserwowana została ograniczona aktywność gwiazdotwórcza, zlokalizowana w niewielkich ciemnych mgławicach. Z niektórymi z tych tzw. globul kometarnych związane są obiekty Herbiga-Haro, w tym HH 46/47.

## Widoczność

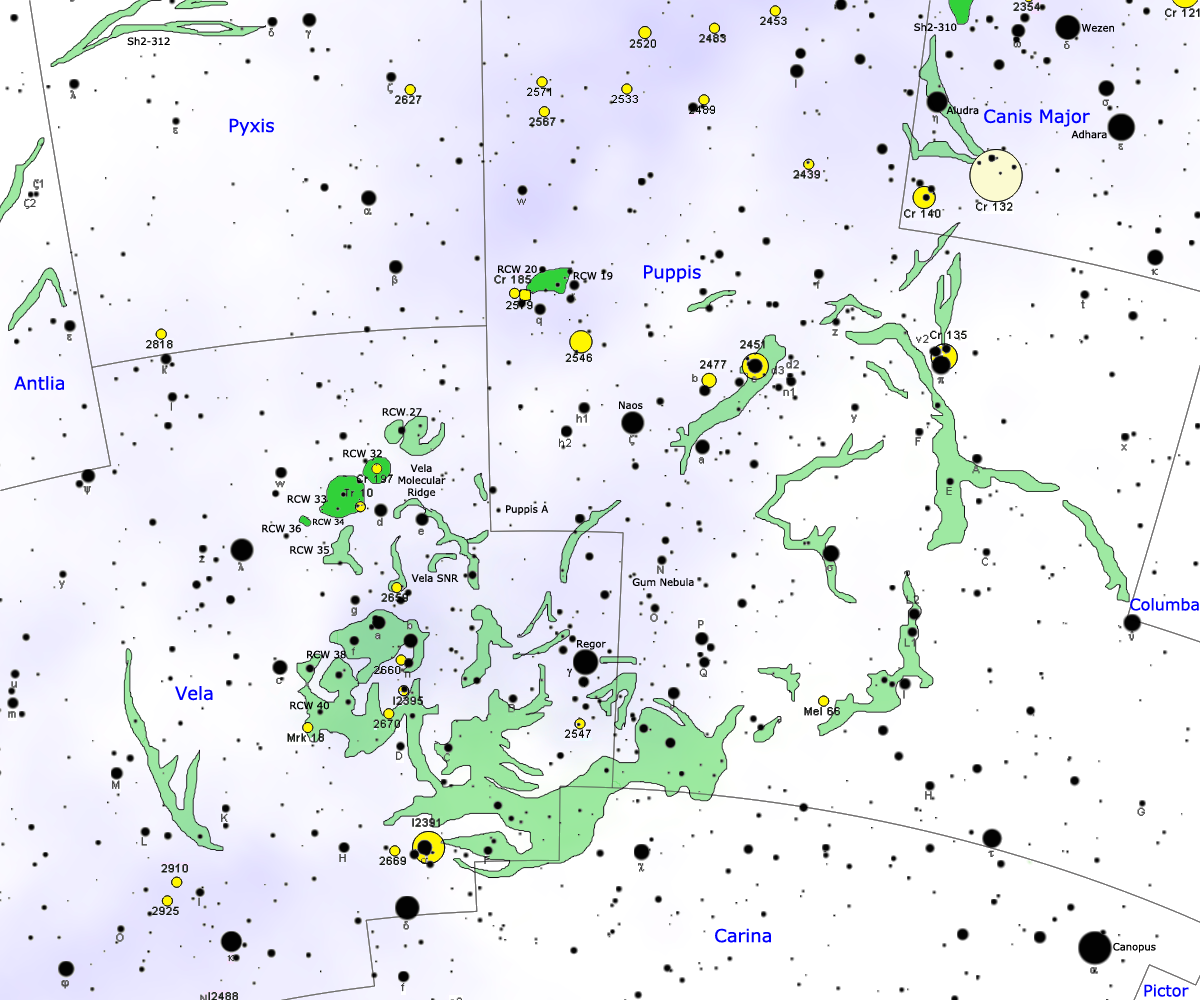
Położenie Mgławicy Guma na sferze niebieskiej

Mgławica Guma jest obserwowalna jako ciąg słabych mgławic pomiędzy konstelacjami Rufy i Żagla a jej rozmiary sprawiają, że wydaje się być największą mgławicą na niebie. Pomimo tego nie jest ona widoczna ani gołym okiem, ani przez amatorski teleskop, ponieważ tworzące ją włókna świecą bardzo słabo, większość emisji odbywa się w zakresie podczerwieni i linii Hα. Mgławica znajduje się daleko na południowej półkuli niebieskiej, jej widoczność z półkuli północnej jest więc bardzo ograniczona; w całości mgławicę można obserwować na południe od 35-36 stopnia szerokości geograficznej północnej, a powyżej 50°N (na większości terytorium Polski) żaden jej fragment nie jest widoczny. Na półkuli południowej natomiast jest widoczna przez większość nocy w roku (szczególnie od grudnia do kwietnia).
Jej wewnętrzna część została zauważona po raz pierwszy w 1939 roku przez Otto Struve, który nie zdawał sobie sprawy z całej rozciągłości mgławicy; na początku lat 50. XX wieku młody australijski astronom, Colin Stanley Gum filmował ten obszar południowej części Drogi Mlecznej w podczerwieni, dzięki czemu odkrył prawdziwy rozmiar mgławicy: obejmuje ona całą zachodnią część konstelacji Żagla, mały fragment gwiazdozbioru Kila, rozciąga się przez całą południowo-wschodnią część Rufy i kończy w pobliżu gwiazdy π Puppis. Relacja o odkryciu została opublikowana w 1955 roku, w rozprawie doktorskiej pt. A study of diffuse southern H-alpha nebulae.

## Charakterystyka
Mgławica Guma jest dominującym obiektem między długościami galaktycznymi od l = 250° do 270°, wygląda jak ogromny pierścień zjonizowanego gazu, rozciągający się na około 36° na niebie. Północny skraj jest widoczny w pobliżu gwiazdy pi Puppis, natomiast południowa granica jest o kilka stopni od asteryzmu „Fałszywego Krzyża” (Avior, Aspidiske, Alsephina i Markeb). Podczas gdy południowe brzegi są dobrze rozpoznawalne, północne krawędzie pozostają niepewne; według niektórych naukowców krawędź ta zbiega się z długimi gazowymi filamentami znajdującymi się głównie w gwiazdozbiorze Kompasu i znanymi jako Sharpless 2-312. Inni naukowcy sądzą, że te włókna są położone zbyt daleko od miejsca wybuchu supernowej, która utworzyła Mgławicę Guma, i posiadają różną prędkość radialną. Rozważania te doprowadziły uczonych do przypuszczeń, że włókna te tworzą mgławicę odrębną od Mgławicy Guma, poruszającą się w stronę Układu Słonecznego.
Średnia odległość mgławicy od Słońca to około 450 parseków (1470 lat świetlnych), znajduje się ona na wewnętrznej krawędzi Ramienia Oriona, w którym zawiera się również Układ Słoneczny i prawie wszystkie gwiazdy obserwowane gołym okiem. Pochodzenie tej struktury było od dawna przedmiotem dyskusji: w przeszłości stawiano hipotezę, że jest to stara strefa Strömgrena, tj. bąbel zjonizowanego wodoru. Konkurowała z nią inna hipoteza, tłumacząca naturę Mgławicy Guma jako pozostałości po supernowej. Obecnie najszerzej akceptowany jest drugi scenariusz, według którego jest to ekspandujący obłok materii powstałej po wybuchu jednej lub więcej supernowych; jonizację gazu powoduje promieniowanie dwóch jasnych gwiazd, błękitnych nadolbrzymów γ2 Velorum i ζ Puppis.

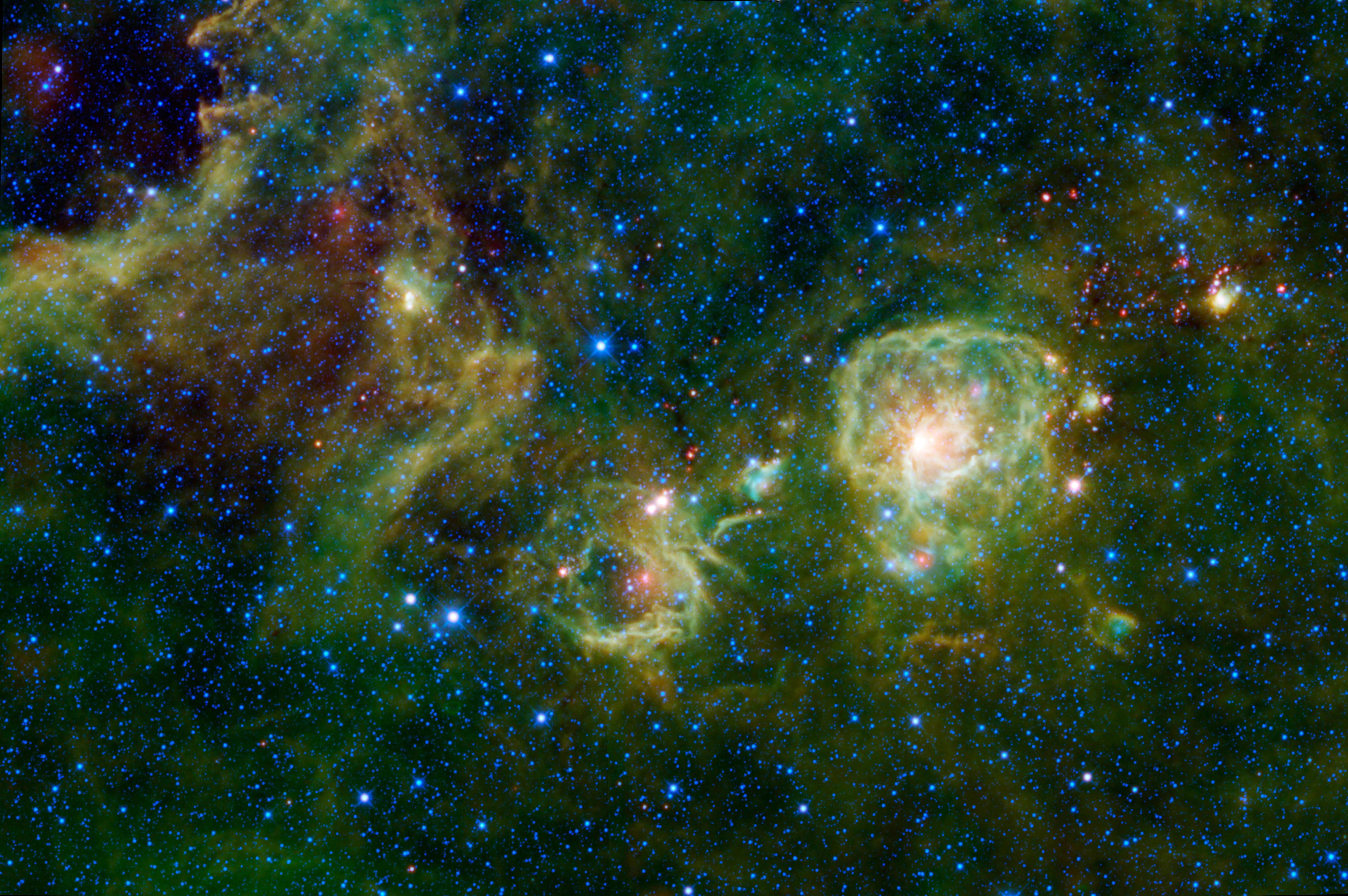
Vela Molecular Ridge, zdjęcie w podczerwieni

Aby zbadać pochodzenie Mgławicy Guma, badano środowisko galaktyczne, w którym powstała. W obrębie mgławicy znajduje się asocjacja OB, grupa jasnych gwiazd (znana jako Vela OB2; należy do niej m.in. Regor, γ2 Vel) oraz gwiazda Wolfa-Rayeta (składnik układu podwójnego γ2 Vel), podczas gdy kilkaset parseków dalej, po przeciwnej niż Słońce stronie mgławicy, znajduje się duży kompleks obłoków molekularnych znany jako Vela Molecular Ridge. W tym kontekście ζ Puppis jest wyjątkiem: jest to niebieski nadolbrzym i gwiazda uciekająca, tj. charakteryzująca się dużym ruchem własnym, położona w odległości 300 lub 335 parseków po stronie mgławicy bliższej Słońca; szybki ruch oddalił ją zarówno od mgławic, w jakich mogła powstać gwiazda o takiej masie, jak również od innych gwiazd tego typu; pochodzi ona z młodej gromady otwartej Trumpler 10. Niektórzy badacze wiązali pochodzenie Mgławicy Guma z aktualną pozycją ζ Puppis, sugerując, że jedną z przyczyn ekspansji mgławicy była eksplozja towarzysza tej właśnie gwiazdy, której potężna fala uderzeniowa nadała obecną wysoką prędkość, oddalając od miejsca wybuchu. Według tego samego scenariusza krawędzie mgławicy ekspandują w różny sposób: strona bliższa Słońcu wydaje się rozprzestrzeniać szybciej niż przeciwna, gdzie ruch materii prawdopodobnie utrudniła obecność Vela Molecular Ridge. Wydarzenia, które doprowadziły do powstania Mgławicy Guma, miały miejsce od 1 do 6 milionów lat temu.
Południowo-zachodnia część Mgławicy Guma wydaje się nakładać na dużą strukturę pierścieniową złożoną z pyłu widocznego w podczerwieni, z dużą pustką w środku; ten bąbel, który został nazwany IRAS Vela Shell, został stworzony przez działanie wiatru gwiazdowego asocjacji Vela OB2; w jego centrum znajduje się gwiazda γ2 Velorum, należąca do tej asocjacji. Gaz i pył otaczający ten bąbel pierwotnie stanowił duży kompleks molekularny, z którego powstały gwiazdy asocjacji.

## Zjawiska związane z powstawaniem gwiazd
Fala uderzeniowa spowodowana przez ekspansję Mgławicy Guma i intensywne promieniowanie ultrafioletowe masywnych gwiazd spowodowały zagęszczenie gazu w pobliskich obłokach materii, w wielu przypadkach zwiększając intensywność procesów gwiazdotwórczych; w szczególności chodzi o powstawanie gwiazd o małej lub średniej masie.

### Globule kometarne

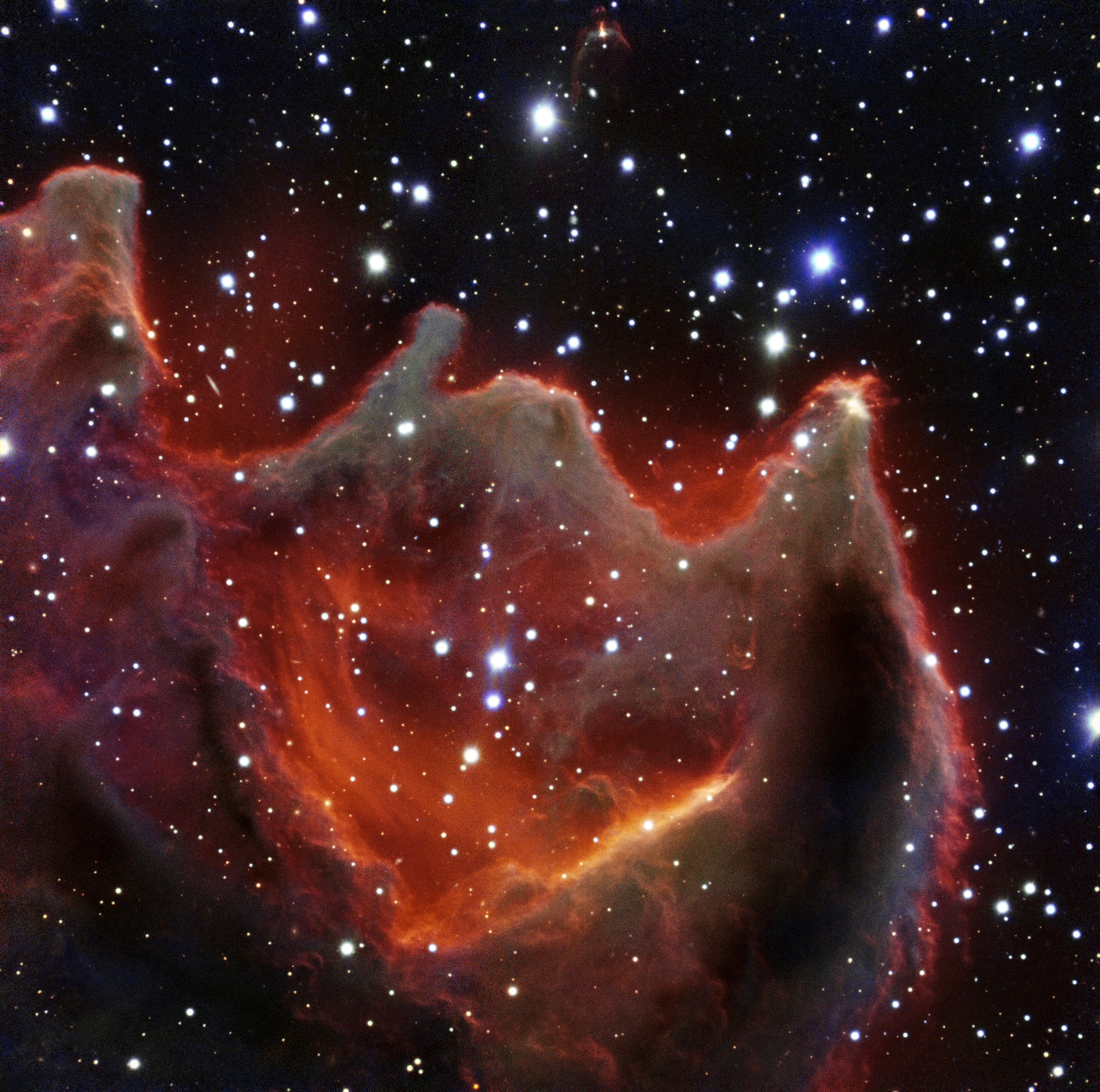
Głowa globuli CG4, sfotografowana przez VLT

Do najbardziej znanych obiektów związanych z Mgławicą Guma i IRAS Vela Shell należą tzw. globule kometarne. Te szczególne ciemne mgławice są pozostałościami obłoków molekularnych, z których silne promieniowanie ultrafioletowe gwiazd ζ Puppis i γ2 Velorum zdmuchnęło zewnętrzne warstwy; gaz, który w przeszłości tworzył te warstwy, formuje obecnie długie pasma zorientowane w kierunku przeciwnym do źródeł promieniowania. Po utracie zewnętrznych warstw pozostały gęste rdzenie tych obłoków, które charakteryzują się cechami podobnymi do globul Boka i obszarów powstawania gwiazd, zwłaszcza gwiazd o małej masie. Zgodnie z innym modelem źródłem energii, która zerwała zewnętrzne warstwy obłoków, nie było promieniowanie tych gwiazd, ale potężna fala uderzeniowa spowodowana wybuchem supernowej, która utworzyła mgławicę. Znane jest 36 globul położonych w tym regionie; koncentrują się one wokół współrzędnych galaktycznych l = 260°, b = -4°, pomiędzy centrum Mgławicy Guma a IRAS Vela Shell.
Samotna globula kometarna znajdująca się w północno-wschodniej części Mgławicy Guma, skatalogowana jako CG22 („CG” od ang. cometary globule), ma ogon, który rozciąga się na ponad stopień, co przy odległości 450 parseków odpowiada długości około 8 parseków, oraz gęste jądro o średnicy 2 sekund kątowych. Wewnątrz znajduje się źródło IRAS 08267-3336; jego położenie odpowiada młodemu obiektowi gwiazdowemu  klasy II, oznaczonemu Wra 220, który jest gwiazdą typu T Tauri i prawdopodobnie jest otoczony dyskiem protoplanetarnym; jej jasność to 13 L☉.
Wśród innych globul wyróżnia się CG1, która ma szczególnie gęsty ogon o długości 25'; jądro ma średnicę około 2', a całkowita masa tej struktury to 20-45 M☉. Najważniejszą cechą tej globuli jest obecność na jej czubku gwiazdy typu Herbig Ae/Be, NX Puppis A, której wiek wynosi około 5 milionów lat i której typ spektralny, A7-F2, wskazuje, że jest to masywna gwiazda; znajduje się ona w układzie potrójnym z mniejszym składnikiem NX Puppis B w odległości 0,128" i trzecim, bardziej odległym (7") obiektem, gwiazdą typu T Tauri (NX Puppis C) o masie 0,3 M⊙.
Kolejna duża globula CG4 znajduje się na południowym skraju mgławicy związanej z inną globulą widoczną bardziej na północ, CG6; ich masy to odpowiednio 50 M☉ i 5,5 M☉. Globula CG4 ma średnicę 1,5 roku świetlnego, jej ogon ma długość ok. 8 lat świetlnych. Obie są częścią kompleksu znanego jako mgławica Sa 101. Obserwacja tego obszaru pozwala poznać pochodzenie tych obłoków materii i prześledzić proces, który przekształcił je w globule kometarne. Mgławica, z której pozostały dziś widoczne globule CG4 i CG6, została silnie odkształcona przez potężne promieniowanie ultrafioletowe γ2 Velorum, które spowodowało erozję mgławicy, wywiewając rzadsze gazy tworzące otoczki dziś obserwowanych globul; natomiast tylna część Sa 101 była chroniona przed działaniem promieniowania przez długi czas, przez co zachowała się w prawie nienaruszonym stanie. Dopiero niedawno w skali astronomicznej promieniowanie gwiazdy zdołało dotrzeć do tego obłoku, ściskając go i wywołując w nim zjawiska gwiazdotwórcze. Obecność młodych gwiazd w obłoku została potwierdzona poprzez obserwację emisji Hα, która pozwoliła odkryć 7 takich obiektów, od CG-Hα1 do CG-Hα7.
Na północnym brzegu, na południowy zachód od mgławicy RCW 19, znajduje się złożony system, składający się z trzech globul (oznaczonych CG30, CG31 i CG38), których szerokie ogony skierowane na północ pokrywają się wizualnie. Najbardziej niezwykłą cechą tego regionu jest obecność obiektu Herbiga-Haro, HH 120, znajdującego się wewnątrz globuli CG30 i złożonego z 11 konglomeratów gęstszego gazu, oznaczonych literami od A do K; źródłem promieniowania, które pobudza gaz do świecenia, jest gwiazda CG30-IRS4, położona na południowym wschodzie i dobrze widoczna na zdjęciach w podczerwieni, skatalogowana również jako IRAS 08076-3556. Według niektórych badań położenie CG30-IRS4 zbiega się z bardzo młodą protogwiazdą klasy I lub 0, otoczoną dyskiem o masie około 0,07 M☉; gęsta globula, która go otacza, ma natomiast masę 8 M☉. Mgławicę refleksyjną oświetloną przez gwiazdę tworzą ściany pustki, wytworzonej przez działalność dżetu pochodzącego od tej samej gwiazdy. Spośród pięciu źródeł podczerwonych znajdujących się wewnątrz globuli także CG30-IRS3 jest położone blisko obiektu HH 120. Badania HH 120 i pobliskiego, mniejszego HH 948 wykazały, że oba pochodzą z CG30-IRS4, która okazała się być protogwiazdą podwójną lub może wielokrotną. Do osobliwych obiektów z tego regionu zalicza się również HH 949, który posiada 8 składników (oznaczonych literami od A do G).
Jedną z globul kometarnych o mniejszych rozmiarach jest CG13, z długim warkoczem i gęstym jądrem, w której to mgławicy znajduje się gwiazda typu widmowego F (skatalogowana jako Bernes 136); w odległości 15' od tej gwiazdy znajduje się źródło promieniowania Hα znane jako CG13-Hα 8, którego odległość od globuli to około 2 parseki.

### Inne obiekty

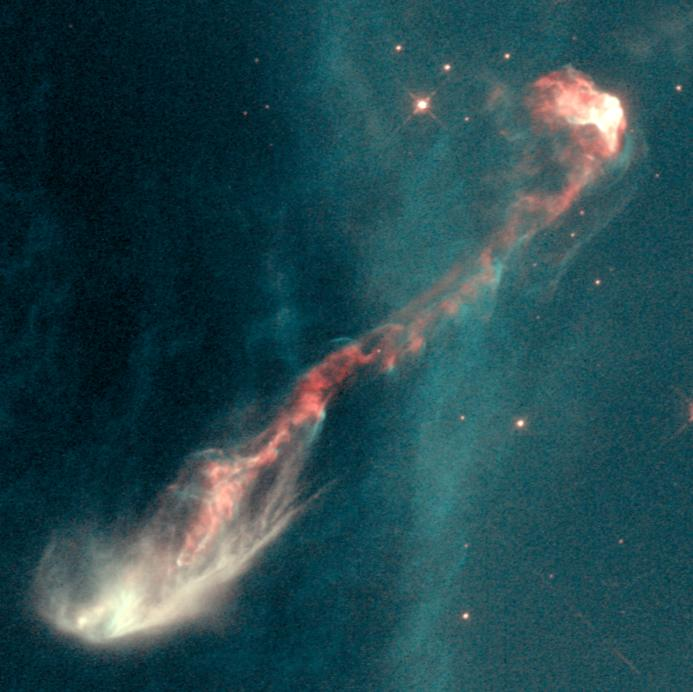
Słynny dwubiegunowy dżet HH 46/47, sfotografowany przez Kosmiczny Teleskop Hubble’a

Wśród innych znaczących ciał niebieskich tego obszaru najlepiej znany jest obiekt HH 46/47, położony na południowym skraju Mgławicy Guma, na końcu ciemnej chmury Sa 111 (Sandqvist 111), przypominającej wyglądem kometę. Z uwagi na łatwość obserwacji i wysoki stopień kolimacji dżetu pomiędzy dwoma czołami struktura ta była przedmiotem wielu badań. Główną część większego dżetu oznaczono HH 47A; odgałęziają się od niej dwie słabe łukowate struktury; drugi koniec dżetu jest znany jako HH 46; długi strumień, który łączy te dwa fragmenty dżetu, to HH 47B. Źródło dżetów, oznaczone HH 46/47 IRS, jest ukryte w ciemnej globuli, koniec większego z nich (złożonego z HH 46 i HH 47A, B i D) kieruje się w stronę Słońca, natomiast drugi dżet, oddalony i poruszający się w kierunku przeciwnym do Ziemi, jest identyfikowany jako HH 47C. Ponadto zaobserwowano pozostałości dawnej aktywności źródła (słabe obiekty HH 47NE i HH 47SW) w dużo większej odległości od niego. Przy średniej odległości około 450 parseków cała struktura ma długość około 3 parseków, a jej wiek to około 9 tysięcy lat.
Centralny element HH 46 posiada cechy mgławicy refleksyjnej, którą oświetla przypuszczalnie gwiazda typu T Tauri; z biegiem lat zaobserwowano, że jasność mgławicy nie jest stała, ale zmienia się znacząco, prawdopodobnie ze względu na zmienność gwiazdy centralnej. HH 47A wykazuje wysoką gęstość elektronów i jednocześnie wysokie wzbudzenie gazu, podczas gdy inne elementy struktury wykazują mniejszą gęstość elektronów, ale wyższy stopień wzbudzenia.
Część obłoku molekularnego Sa 111 jest oświetlona przez trzy gwiazdy, skatalogowane w 1975 roku wraz z ich mgławicami refleksyjnymi jako vdBH 12a, vdBH 12b i vdBH 16; wszystkie trzy należą do tego samego kompleksu, związanego z kolei z Mgławicą Guma, pierwsze dwie są powiązane z sąsiednimi Sa 111 i Sa 109, natomiast vdBH16 oświetla obłok Sa 112. Ta ostatnia gwiazda jest układem podwójnym gwiazd, które nie należą jeszcze do ciągu głównego, położonym w odległości 1' na północ od innej młodej, pobliskiej gwiazdy, której położenie zbiega się ze źródłem IRAS 08261-5100.
Obłok Sandqvist 109 (Sa 109) zawiera dwa zwarte obiekty, skatalogowane w 1981 roku jako Re 4 i Re 5, w których występują różne sygnały świadczące o procesach formowania się gwiazd. Pierwsza z tych globul zawiera obiekt Herbiga-Haro, HH 188, jak też źródło promieniowania podczerwonego IRAS 08194-4921, które dostarcza energię do tego obiektu. To źródło pokrywa się z gwiazdą Re FIR 4 (FIR oznacza far infrared – daleką podczerwień), prawdopodobnie będącą gwiazdą podwójną, co sugeruje obecność dwóch dżetów wybiegających z tego samego miejsca; składa się zapewne z dwóch młodych obiektów gwiezdnych klasy 0 lub I. Druga gwiazda widoczna w kierunku chmury, typu widmowego K5, nie jest fizycznie jej częścią, lecz znajduje się na pierwszym planie. Głęboko wewnątrz Re 5 znajduje się źródło promieniowania podczerwonego IRAS 08196-4931; nie zaobserwowano tu wypływu materii.